# Олтень (Констанца)
Олтень, Олтені (рум. Olteni) — село у повіті Констанца в Румунії. Входить до складу комуни Індепенденца.
Село розташоване на відстані 164 км на схід від Бухареста, 56 км на південний захід від Констанци.

## Населення
За даними перепису населення 2002 року у селі проживали 483 особи, усі — румуни. Усі жителі села рідною мовою назвали румунську.